# Templo de Hércules Víctor

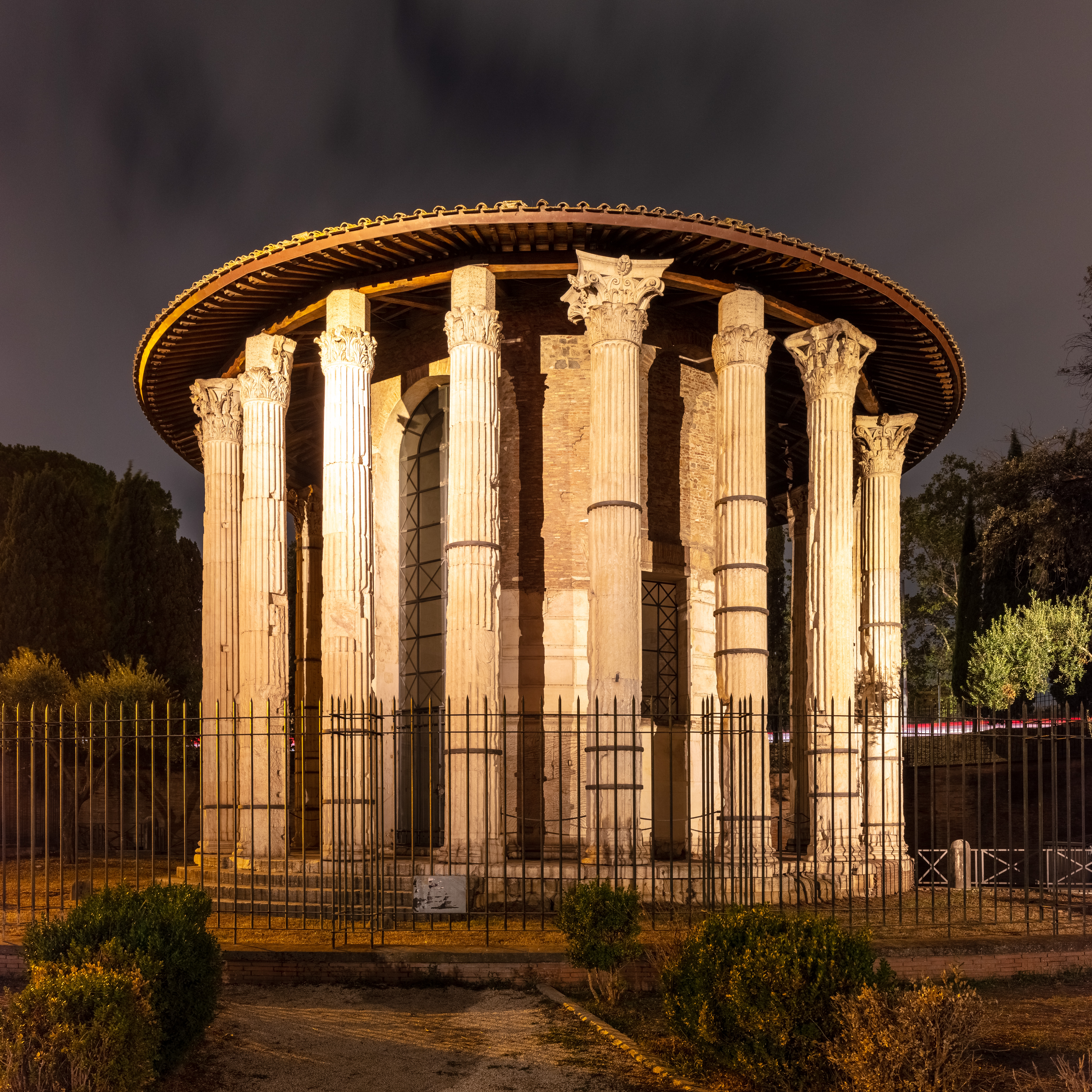
Vista nocturna.

El templo de Hércules Víctor o Hércules Olivario es un antiguo edificio romano ubicado al sur del Templo de Portunus, en el Foro Boario de Roma (Italia). Es un templo monóptero, de planta circular de diseño peristilo griego, es decir, completamente rodeado por columnas. Esta disposición hizo que muchos lo tomasen erróneamente por un templo de Vesta, pero se ha comprobado que es un templo de Hércules.

## Descripción

Planta del templo.

Fechado sobre el año 120 a. C., el templo tiene 14,8 m de diámetro y consiste en una cella circular dentro de un anillo concéntrico de 20 columnas corintias de 10,66 m de alto descansando sobre cimientos de toba. Estos elementos sujetan un arquitrabe y un techo que han desaparecido. El muro original de la cella y las columnas se conservan pero el techo de teja actual es un añadido posterior. Andrea Palladio sugirió un domo, aunque esto fue aparentemente erróneo. Fue reconstruido por Tiberio en el año 15, en mármol de Luni. El templo es el edificio de mármol más antiguo conservado en Roma.

## Edad Media
En 1132 el templo fue convertido en iglesia, conocida como Santo Stefano alle Carrozze. En 1475 se efectuaron restauraciones adicionales (y un fresco sobre el altar). Sixto IV dedicó una placa en el suelo. En el siglo XVII la iglesia fue renombrada a Santa Maria del Sole.
Este templo y el de Vesta en Tívoli inspiraron las iglesias centralizadas del Renacimiento.
A pesar del papel del Foro Boario como mercado de ganado en la antigua Roma (o quizá debido a él), el Templo de Hércules es objeto de una leyenda popular que afirma que ni las moscas ni los perros entran a ese lugar sagrado.
El templo fue reconocido oficialmente como monumento antiguo en 1935.